# Guillermo de Tiro

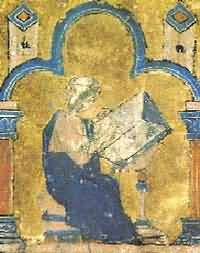
Guillermo de Tiro escribiendo su crónica. Biblioteca Nacional de Francia, Mss.fr. 2631.

Guillermo de Tiro (h. 1130 - 1185) fue arzobispo de Tiro e historiador de las Cruzadas y de la Edad Media.

## Juventud
Guillermo nació en Jerusalén hacia 1130, en la segunda generación de niños nacidos de los hijos de los cruzados originales en el nuevo reino de Jerusalén. Sus padres probablemente eran franceses o italianos de origen, posiblemente normandos de Sicilia. Tenía un hermano que fue mercader en el reino, y sin duda la familia no pertenecía a la nobleza. Recibió su educación en Jerusalén en la escuela catedralicia de la iglesia del Santo Sepulcro; el maestro de la escuela, Juan el Pisano, le enseñó a leer y a escribir en latín, pero quizá también en griego y en árabe, y es posible que alguno de sus colegas de estudio fuese el futuro rey Balduino III de Jerusalén. De su Historia se desprende que también conocía el francés y posiblemente el italiano, pero no hay pruebas suficientes para determinar si aprendió griego, persa y árabe, como a veces se afirma.
Hacia 1145 Guillermo viajó a Europa para continuar su formación en las escuelas de Francia e Italia, especialmente en las de París y Bolonia. Estas escuelas no eran todavía las universidades oficiales en las que se convertirían en el siglo XIII, pero a finales del siglo XI ambas ciudades contaban con numerosas escuelas de artes y ciencias. Estaban separadas de las escuelas catedralicias y eran establecidas por profesores independientes expertos en su campo de estudio. Guillermo estudió artes liberales y teología en París y Orleans durante unos diez años, con profesores que habían sido alumnos de Thierry de Chartres y Gilbert de la Porrée. También estudió con Robert de Melun y Adam du Petit-Pont, entre otros. En Orleans, uno de los centros de estudios clásicos, estudió literatura romana antigua (conocida simplemente como "los autores") con Hilaire de Orleans, y aprendió matemáticas ("especialmente Euclides") con Guillermo de Soissons. Durante seis años, estudió teología con Pedro Lombardo y Mauricio de Sully. Posteriormente, estudió derecho civil y canónico en Bolonia, con los "Cuatro Doctores": Hugo de Porta Ravennate, Bulgarus, Martinus Gosia y Jacobus de Vorágine. La lista de profesores de Guillermo de Tiro ofrece una perspectiva única del panorama intelectual y académico del siglo XII, y muestra que estaba tan bien educado como cualquier clérigo europeo. Su contemporáneo Juan de Salisbury tuvo muchos de los mismos maestros.

## Vida religiosa y política en Jerusalén
A su vuelta a Tierra Santa en 1165 fue nombrado canónigo de la catedral de Acre, y en 1167, archidiácono de la catedral de Tiro, por el rey Amalarico I de Jerusalén. En 1168 fue enviado en misión diplomática por el mismo rey a la corte del emperador bizantino Manuel I Comneno, con el fin de acordar un tratado para llevar a cabo una campaña conjunta contra Egipto. En 1169 visitó Roma para responder de las acusaciones vertidas en su contra por el arzobispo de Tiro, Federico: no se conocen los cargos, pero quizá tengan que ver con sus grandes ingresos como archidiácono. Seguramente logró la absolución gracias a su amistad con el rey.
Al volver de Roma en 1170 se convirtió en el tutor del hijo y heredero de Amalarico, Balduino IV. Descubrió que el príncipe sufría la lepra, aunque el diagnóstico sólo fue seguro cuando el niño llegó a la pubertad. En esta época comenzó a escribir su historia del reino bajo el patrocinio de Amalarico. Pero el rey murió pronto (1174) y Balduino IV le sucedió. Raimundo III de Trípoli, como regente, nombró a Guillermo canciller de Jerusalén y archidiácono de Nazaret. El 6 de junio de 1175 se convirtió en arzobispo de Tiro, un cargo de gran relevancia en el reino.
En 1179, Guillermo fue uno de los delegados de Outremer que asistió al Tercer Concilio de Letrán. Sin embargo, ninguno de estos delegados consiguió convencer al Papa de la necesidad de una nueva cruzada. El papa Alejandro III encargó a Guillermo una misión diplomática ante el emperador Manuel, y desde allí volvió a Jerusalén en 1180. Se consideraba a sí mismo como el futuro patriarca cuando el enfermo patriarca muriese, pero en su ausencia la corte se había dividido en dos facciones: en 1180, el rey y su madre, Inés de Courtenay, frenaron un intento de Raimundo III de Trípoli y Bohemundo III de Antioquía de casar a su hermana viuda, Sibila de Jerusalén, con Balduino de Ibelín, un noble de su facción. Sibila, en cambio, fue desposada con un noble recién llegado de Poitou, Guido de Lusignan, cuyo hermano mayor, Amalarico de Lusignan, había sido ya una figura importante de la corte. Este hecho parece haber distanciado aún más a las dos facciones cortesanas.
Cuando finalmente, el 6 de octubre de 1180, murió el patriarca, se inició una lucha por su sucesión entre Guillermo y Heraclio de Cesarea. Ambos tenían una formación similar, aunque Guillermo había jugado un papel político mayor como tutor y canciller del rey. Parece que, siguiendo el precedente de la elección patriarcal de 1157, el rey delegó en su madre Inés, casada con Reinaldo de Sidón. Inés eligió a Heraclio, pues Guillermo era más próximo a Raimundo de Trípoli. Como ha señalado Bernard Hamilton, no hay razones para creer los rumores de que Heraclio era el amante de Inés, pues sólo reflejan el enojo de la facción derrotada.
Guillermo siguió siendo arzobispo de Tiro y canciller del reino, y el rey y Raimundo se reconciliaron. Posiblemente Heraclio excomulgó a Guillermo en 1184, pero este hecho puede ser una invención de un escritor del siglo XIII. En cualquier caso, su gran influencia se redujo con el acceso de Balduino V de Jerusalén en 1185, al mismo tiempo que también Guillermo iba perdiendo salud. La fecha de su muerte fue el 29 de septiembre, aunque no se conoce el año: en mayo de 1185 había un nuevo canciller y en octubre de 1186, un nuevo arzobispo de Tiro, por lo que 1185 parece el año más posible.

## Obras

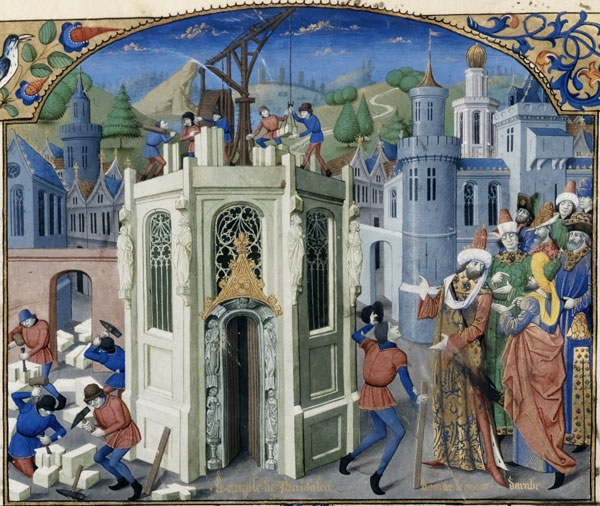
Ilustración de la traducción al francés medieval de la obra de Guillermo de Tiro Histoire d'Outremer.

El propio Guillermo refiere que escribió una relación sobre el Concilio de Letrán al que asistió, así como una Historia o Gesta orientalium principum, que trataba sobre la historia de Tierra Santa desde la época de Mahoma hasta 1184. Pero ninguna de las dos nos ha llegado. 
Su obra magna es un crónica inacabada en 23 libros. Empieza con la conquista de Siria por el califa Omar, pero la mayor parte trata sobre la llegada de la Primera Cruzada y la posterior historia política del reino de Jerusalén. Aunque se sirvió de obras anteriores, como las crónicas de la Primera Cruzada de Fulquerio de Chartres, y otras fuentes, su obra es en sí una valiosa fuente primaria. Fue traducida y divulgada por toda Europa a la muerte de Guillermo. 
Se desconoce el nombre que le dio Guillermo, aunque un grupo de manuscritos lleva por título Historia rerum in partibus transmarinis gestarum y otro Historia Ierosolimitana. El texto fue impreso por primera vez en Basilea en 1549 por Nicholas Brylinger. También fue publicado en los Gesta Dei per Francos de Jacques Bongars en 1611 y en la Recueil des historiens des croisades (RHC) editada por Auguste-Arthur Beugnot y Auguste Le Prévost en 1844. La versión de Bongars fue reimpresa en la Patrologia Latina de Jacques Paul Migne en 1855. La edición crítica más reciente, basada en seis de los manuscritos que han llegado hasta nosotros, fue publicada en 1986 bajo el nombre de Willelmi Tyrensis Archiepiscopi Chronicon en el Corpus Christianorum por R. B. C. Huygens, con anotaciones de Hans E. Mayer y Gerhard Rösch. La edición RHC fue traducida al inglés por Emily A. Babcock y August C. Krey en 1943 como "A History of Deeds Done Beyond the Sea" aunque, en ocasiones, como reconocen los propios autores, la traducción es incompleta o inexacta.